# یواس‌اس ال‌اس‌تی-۵۱۷
یواس‌اس ال‌اس‌تی-۵۱۷ (به انگلیسی: USS LST-517) یک کشتی بود که طول آن ۳۲۷ فوت ۹ اینچ (۹۹٫۹۰ متر) بود. این کشتی در سال ۱۹۴۴ ساخته شد.